# 杰瑞米·德桑
杰瑞米·德桑（1966年6月14日—）是一位英格兰编剧。他与演员史蒂夫·佩姆伯顿 , 马克·加蒂斯和编剧里斯·谢尔史密斯共同创作了情景喜剧《绅士联盟》，后来又编创了伦敦西区剧目《鬼故事》。

## 早年生活
德桑出生于英格兰約克郡利兹，母Elaine Saville，父Melvin Dyson。他有一个哥哥（Andrew Dyson）和一个妹妹（Jane Dyson），后者在利兹大学攻读了心理学学位，之后在北方影视学校获得了编剧的文学硕士学位。他曾住在伦敦海布里，后来搬到了西约克郡伊尔克利。